# Rajtantajtan
Rajtantajtan var en musikfestival som arrangerades i Torsåker i Gästrikland mellan åren 1998 och 2001. 2001 behövdes större ytor och festivalen arrangerades i Hoforsbacken, Hofors.

## Historik

### 1999
1999-07-24, Gammelgården, Torsåker
- Coca Carola
- Radioaktiva Räker
- LOK
- Speaker

### 2000
2000-07-29, Gammelgården, Torsåker
- Misdemeanor
- Welfare
- The Hives
- The Upskirts
- Radioaktiva Räker
- Coca Carola
- Johan Anttila

### 2001
2001-07-28, Hoforsbacken, Hofors

#### Scen 1
- Johan Anttila
- Wounded me
- Kungers
- Gasman
- Dandelions
- Monopol
- Isidor
- Subdive
- The Kooks
- Breather
- Audioporn
- Silverbullit

#### Scen 2
- Cutter
- The upskirts
- Leiha
- Kogo
- Cheep bars and good Discussions
- Screwball STHLM
- Filemon
- Welfare
- Död TV
- Madison
- Empire Dogs
- Knout